# Традесканція силамонтана
Традесканція силамонтана (лат. Tradescantia sillamontana) - вид багаторічних вічнозелених трав'янистих рослин з роду Традесканція. Цей вид є одним з найбільш сукулентних та ксерофітних, але водночас і одним із найбільш декоративних та екзотичних видів традесканцій. Його ареал - посушливі райони північної Мексики.

## Короткий опис
Рослина має дуже характерний і відомий образ. Насамперед, увагу привертає геометрично правильна форма його листя і практично повна біло-волосиста запушеність всіх частин рослини. Листя, пагони і навіть бутони - повністю покриті м'якою білою «павутиною» з волосків, що захищають рослину від прямих сонячних променів та надмірного випаровування вологи. Висота пагонів 30-40 см; стебла спочатку прямостійні, пізніше - стеляться та укоріняються на поверхні ґрунту. Листя - м'ясисте, яйцеподібне, довжиною 3-7 см, вкрите коротшим, сірувато-білим ворсом. Влітку на верхівкових точках зростання, або в пазухах сполучних приквітників з'являються квітки, за своїм зовнішнім виглядом є цілком типові для роду традесканція. Віночок складається з трьох яскравих лілово-рожевих (до бузкових) пелюсток і трьох маленьких чашолистків.

## Рослина у культурі
Традесканція силамонтана - майже така ж проста і невибаглива в культурі рослина, як і інші види роду Традесканція. Проте, є певна специфіка її вирощування, пов'язана з умовами його зростання в природі. На відміну від більшості видів традесканцій, цей вид є досить типовою рослиною напівпустелі - майже сукулентом і майже ксерофітом. У цьому сенсі його перевершує, мабуть, тільки один вид цього роду, а саме -Tradescantia navicularis, для якої визначення «ксерофіт» і «сукулент» вже стале застосовуються, без попереднього додавання слова «майже». Цьому виду необхідне гарне освітлення, однак прямі промені палючого, літнього сонця можуть призвести до опіків. Привчати до пекучого сонця рослину слід поступово, не слід забувати, що навіть у кактусів трапляються опіки.
Цвіте влітку досить рясно, за умови дотримання основних правил вирощування. Рослина швидко втрачає декоративність і жирує при рясному поливанні, в занадто темному місці та надлишку азотного харчування. Обприскувати листя не рекомендується. Цьому виду необхідний поживний пухкий субстрат з хорошим дренажем і вмістом великозернистого піску та гравію у ґрунті (не менше третини від кількості, але не більше ніж половина від маси). Полив у період зростання слід робити помірний, узимку ґрунт слід тримати майже сухим. Мінімальна температура в період стагнації – +10 градусів. Навесні слід робити пересадку та розподіл куща; відбраковування і підрізання занадто довгих пагонів, з метою досягти кращого розгалуження. У субтропічній зоні - це одна з найулюбленіших садових рослин. У Європі іноді вирощується в садах та на альпійських гірках. На зиму вноситься до прохолодної оранжереї, чи захищається від холоду та вологи тимчасовим укриттям.
Розмноження легке - живцями довжиною 5-8 см, які за кілька днів укорінюються в піщаному ґрунті (можна навіть у воді, але не рекомендується), або поділом куща при пересадці.